# Cidade de Issa (região)
Cidade de Issa (em árabe: مدينة عيسى; romaniz.: Madinat 'Isa) era uma das 12 regiões do Reino do Barém. Segundo censo de 2001, tinha 36 833 residentes. Compreendia 12 quilômetros quadrados.